# Guinglo-Gbéan
Guinglo-Gbéan  est une localité de l'ouest de la Côte d'Ivoire, et appartenant au département de Kouibly, Région des Dix-Huit Montagnes. La localité de Guinglo-Gbéan est un chef-lieu de commune.